# Пюйлл (кратер)
Кратер Пюйлл (англ. Craters Pwyll) — метеоритний кратер на Європі, супутнику Юпітера.

## Характеристики
Утворився на місці падіння на поверхню супутника Європа космічного метеорита, якого притягнув у свою орбіту Юпітер. Внаслідок чого сформувався ударний кратер з діаметром 45 кілометрів. Центр кратера знаходиться за координатами 25.2° пд. ш., та 271.4° зх. д.
Вперше про льодовий кратер довідалися в 1997 році, після дослідження поверхні супутника телескопами з Землі. Названий за іменем бога підземного світу Пюйлл, в кельтській міфології.